# Только для взрослых (третий выпуск)
«Только для взрослых» (выпуск 3) — третий мультипликационный фильм из серии «Только для взрослых».

## Сюжет
По телевизору показывают сюжет о летнем отдыхе детей. Детские сады выезжают на лето за город. Семейная пара, которая смотрит этот сюжет, тоже готовится отправить своего ребёнка на дачу. Им очень грустно перед разлукой, у матери капают слезы прямо на утюг, которым она гладит детские вещи, отец тяжело вздыхает, пришивая к одежде метки. А сам малыш не на шутку расшалился, он изображает из себя индейца и носится с игрушечным луком, гоняя по квартире кота. Одна из выпущенных стрел-присосок попадает отцу в голову. Он уже готов наказать сорванца, но жена показывает ему на чемодан, который они собирают сыну в дорогу. И мальчишка вместо наказания получает сладкий леденец, после чего продолжает безобразничать. Теперь он схватил пистолет и гонится за котом, оседлав лошадку на палочке. Кот запрыгивает на полки с посудой, а мальчик расстреливает его и бьет при этом несколько фужеров. Мать хватается за голову, но теперь отец спасает шалуна от наказания, напоминая о его скором отъезде. Ребёнку дают яблоко и даже позволяют разбить ещё один фужер. А он придумывает все новые забавы и развлекается, как может.
Наконец чемодан собран, родители провожают свое чадо до автобуса, который уже вот-вот отъедет. Рядом стоит толпа таких же печальных родителей, они машут вслед распевающим песни ребятишкам и даже бегут некоторое время за автобусом, выкрикивая имена своих детей.
Вместо того чтобы отдохнуть и расслабиться в отсутствии малыша, отец с матерью смотрят телевизор и плачут, когда видят там жалостливые сцены из фильмов «Республика ШКИД» и «Добро пожаловать, или Посторонним вход воспрещен!» Они представляют на месте его героев своего ребёнка. Родителей начинают мучить тревожные мысли, что он голодный. Они бегут по магазинам и накупают горы продуктов. Вся электричка, на которой они едут за город, переполнена такими же озабоченными родителями, они везут своим «оголодавшим» детям, корзины, сумки, огромные баулы с едой.
Место загородного отдыха ребят огорожено высоким забором, и родителям сюда вход строго воспрещен. Все ребята прекрасно себя чувствуют на свежем воздухе, никто не скучает и не голоден. Однако сумасшедшие родители думают иначе, они хотят, во что бы то ни стало, пробраться на запрещенную территорию и накормить своих деток. Воспитательница поднимает тревогу. На защиту детей встают повариха, врач, нянечка, дворник и бухгалтер. Некоторое время им удается сдерживать осаду вооруженных продуктами родственников, но эта армия берет детский сад штурмом. Плачущих малышей начинают пичкать едой. После чего с чувством выполненного долга мамаши и папаши маршируют обратно в город. А у детишек после визита родителей прихватило животы, они все сидят на горшках. К ним на помощь едет целая цистерна с касторкой.

## Создатели
- Авторы сценария: Александр Курляндский, Аркадий Хайт
- Режиссёр: Ефим Гамбург
- Художник-постановщик: Даниил Менделевич
- Композитор: Алексей Рыбников